# Csinghua Egyetem

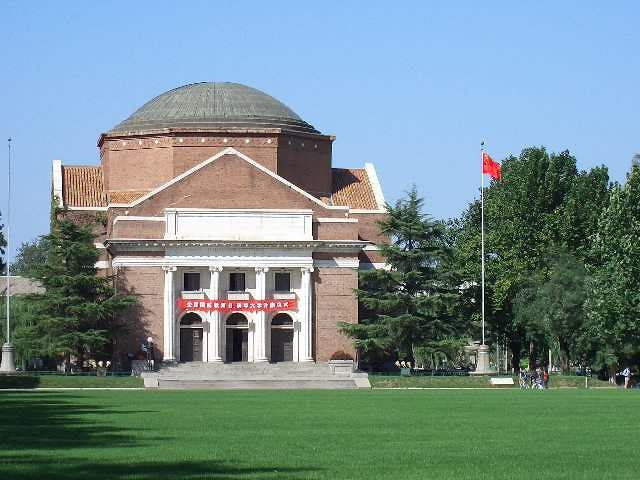
Tsinghua Egyetem

A Csinghua Egyetem vagy Tsinghua University (THU) egy pekingi egyetem Kínában (egyszerűsített kínai: 清華大學, tradicionális kínai: 清华大学, pinyin: Qīnghuá Dàxué). 1911-ben alapították; eredeti neve Tsinghua Xuetang volt, majd 1912-ben nevezték át. Egyetemi szekció 1925-ben alakult, mely a Nemzeti Tsinghua Egyetem nevet kapta (angolul: National Tsinghua University) 1928-ban az Önképzés és szociális elkötelezettség mottóval. Ma Kínában a legtöbb helyi és nemzetközi oktatási rangsor elején találjuk a Tsinghua Egyetemet. A Tsinghua Egyetemet a kínai Szilícium-völgyben találjuk.

## Története

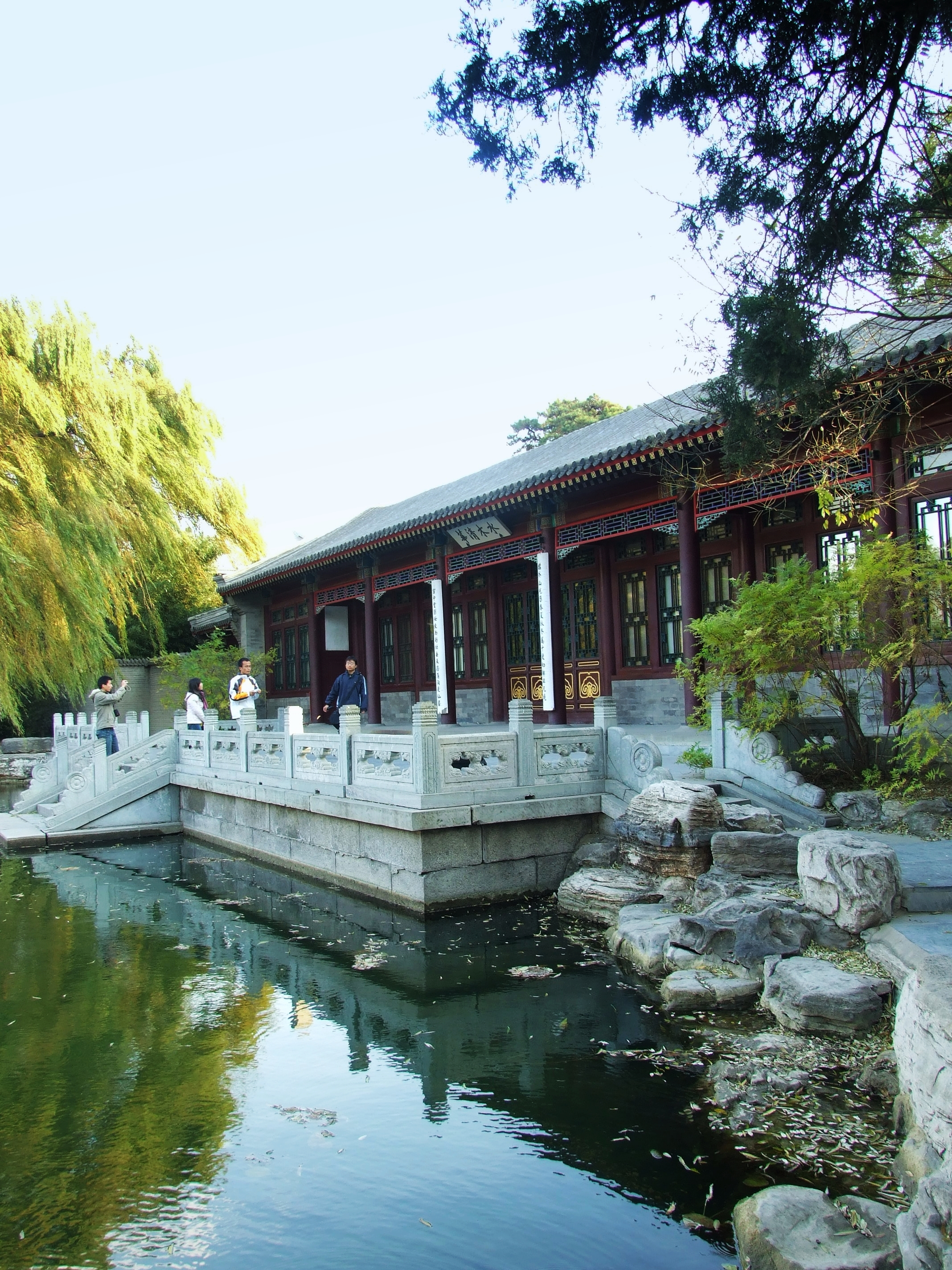
A tradicionális He Tang Yue Se (holdfényes tó) része a Csing-dinasztia Hercegi Rezidenciájának mely a Tsinghua University ligetében található

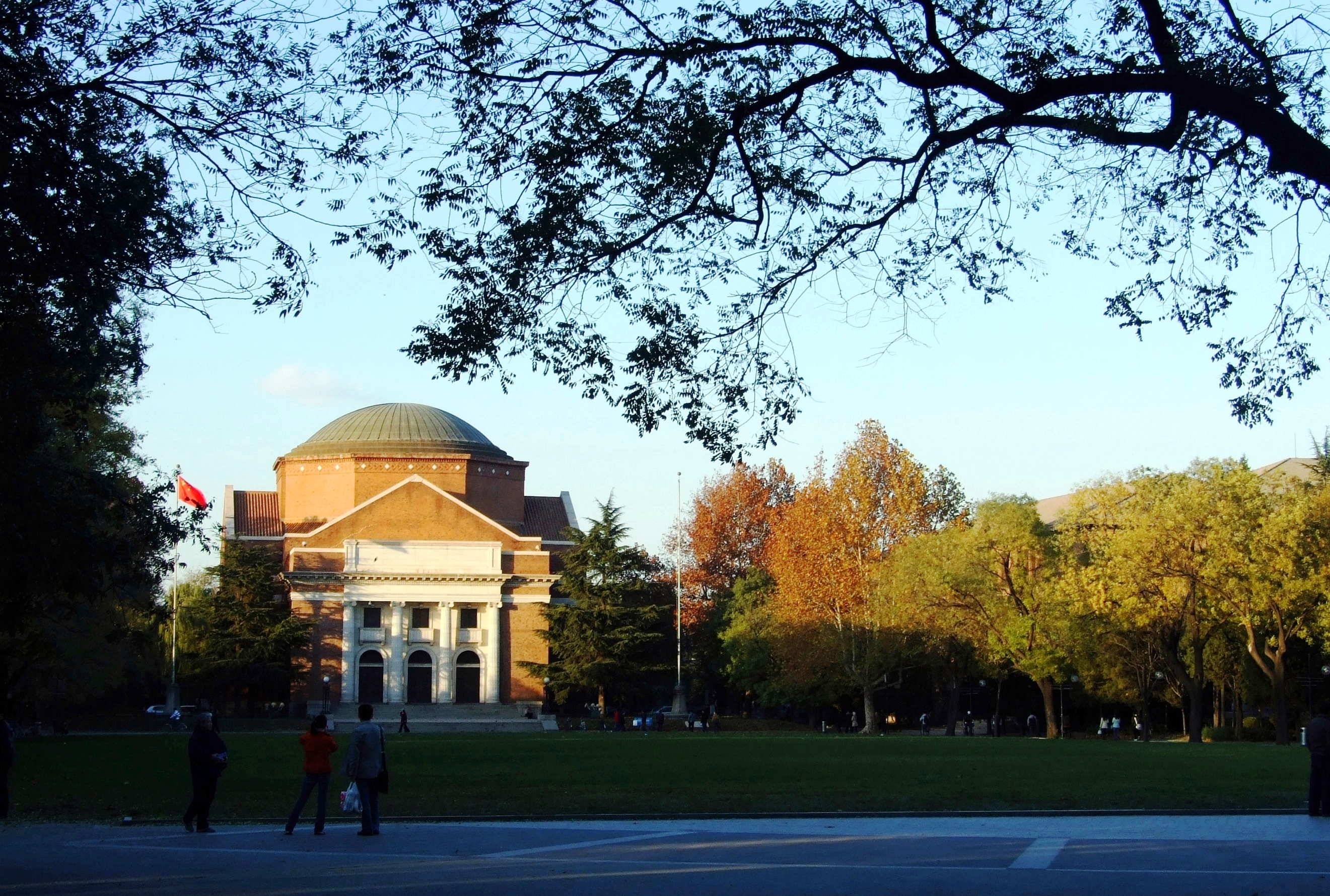
1917-ben építették, az Auditoriumot, Jeffersonian architectural design az amerikai Murphy építésszel

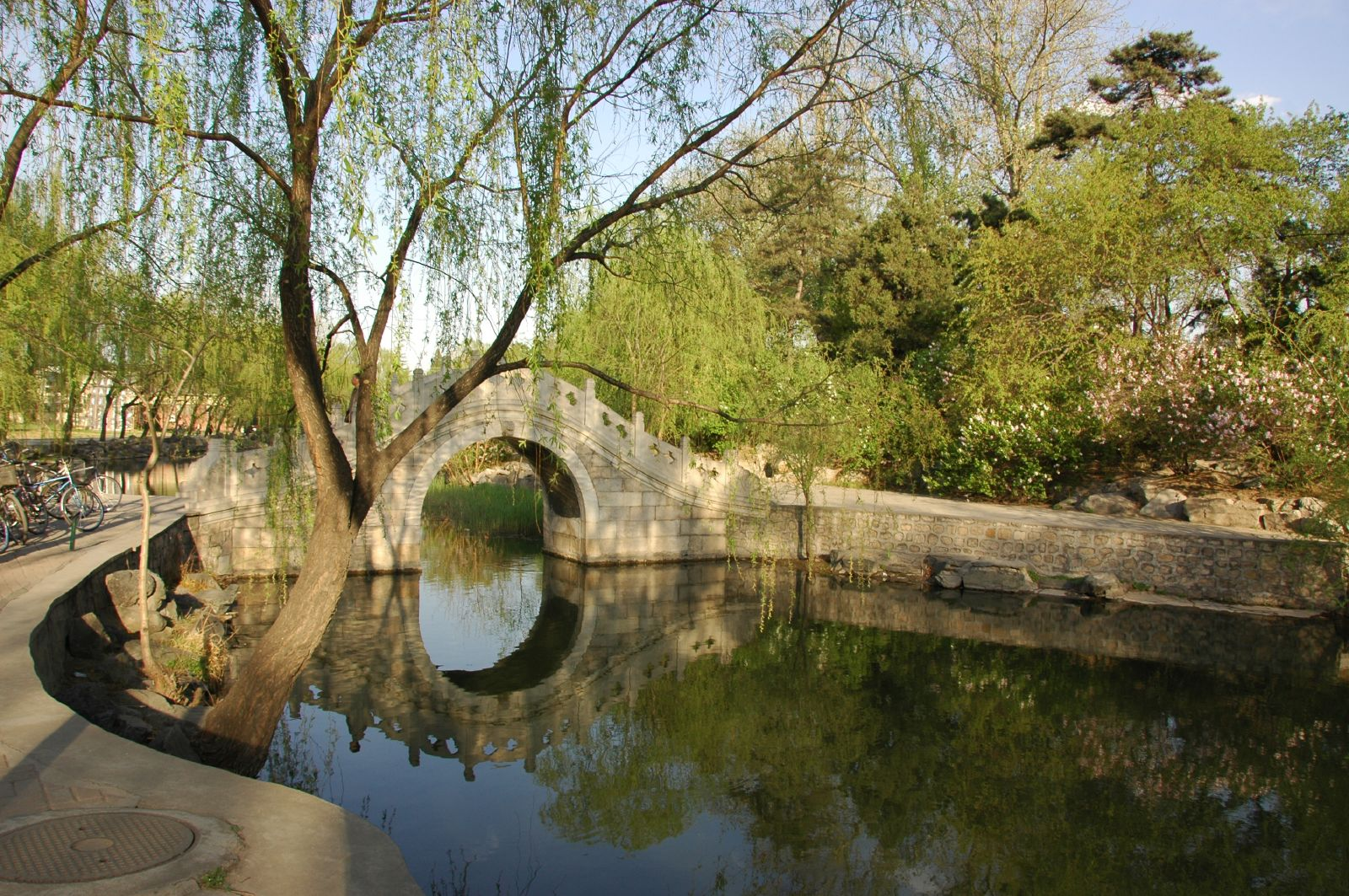
Tsinghua Egyetem parkja

A Tsinghua Egyetemet (清華學堂 Qīnghuá Xuétáng) Pekingben alapították 1911-ben egy herceghez tartozó hajdanában királyi kert ingatlanján. Kínai állami támogatás segítségével alapították. Elsőnek előkészítő magániskolaként működött a diákok számára, akiket később a kormány az Amerikai Egyesült Államokba küldött tanulni. A testület tagjait az Amerikai Egyesült Államok Fiatal Keresztény Férfiak Társasága (FKFT) képezte. 
1928-ban a hatóságok hivatalosan megváltoztatták az intézmény nevét Nemzeti Tsing Hua Egyetemre (NTHE) (angolul: National Tsing Hua University (NTHU). 1937-ben a Tsinghua Egyetem a Pekingi Egyetemmel és a Nankai Egyetemmel egyesült, megalapítva a Changsha Ideiglenes Egyetemet és később a Nemzeti Délnyugati Egyesült Egyetemetet Jünnan tartomány Kunming városában. A második világháború után a Tsingua Pekingbe költözött.
1949-ig Kína vezető egyetemei az amerikai egyetemekkel próbáltak versenyre kelni. Mindez váratott magára a 21. század elejéig, amikorra a Tsinghua Egyetem, a Pekingi Egyetem és a Fudan Egyetem lettek Kína elitegyetemei.
Miután a kommunisták hatalomra kerültek a Kínai polgárháború után 1949-ben, mely a Kínai Népköztársaság megszületéséhez vezetett, a Kínai Egyetem Mei Yi-Qi rektora követve más professzorokat átmenekült Tajvanra, ahol megalapították a Nukleáris Technológia Nemzeti Tsing Hua Intézetét 1955-ben, mely a Tajvani Nemzeti Tsing Hua Egyetem lett később.
1952-ben a kínai kormány átszervezte az ország felsőoktatási intézményeit szovjet mintára, hogy az egyes intézmények specializálódjanak különféle területek szerint. A Tsinghua Egyetemet átszervezték, elvesztette a jogi, a mezőgazdasági, a természettudományi karát, és műszaki mérnöki egyetemmé vált. Ennek ellenére a Tsinhua Egyetem maradt Kína vezető egyetemeinek toplistája elején. A Tsinghua Egyetemet általában a „kínai Massachusetts Institute of Technology-ként” emlegetik. A Tsinghua Egyetem a kínai Szilícium-völgyben található.
1980 óta az egyetem bevezetett egy multidiszciplináris rendszert, melynek eredményeképpen néhány iskolát építettek és újjáépítettek. Ezek közé tartozik a Tudományok Egyeteme (School of Sciences), az Üzlet és Menedzsment Egyeteme (School of Business and Management), a School of Humanities and Social Sciences, a Tsinghua Jogi Egyetem, a School of Public Policy and Management és a Művészet és Design Akadémia (Academy of Arts and Design).

## Jelen

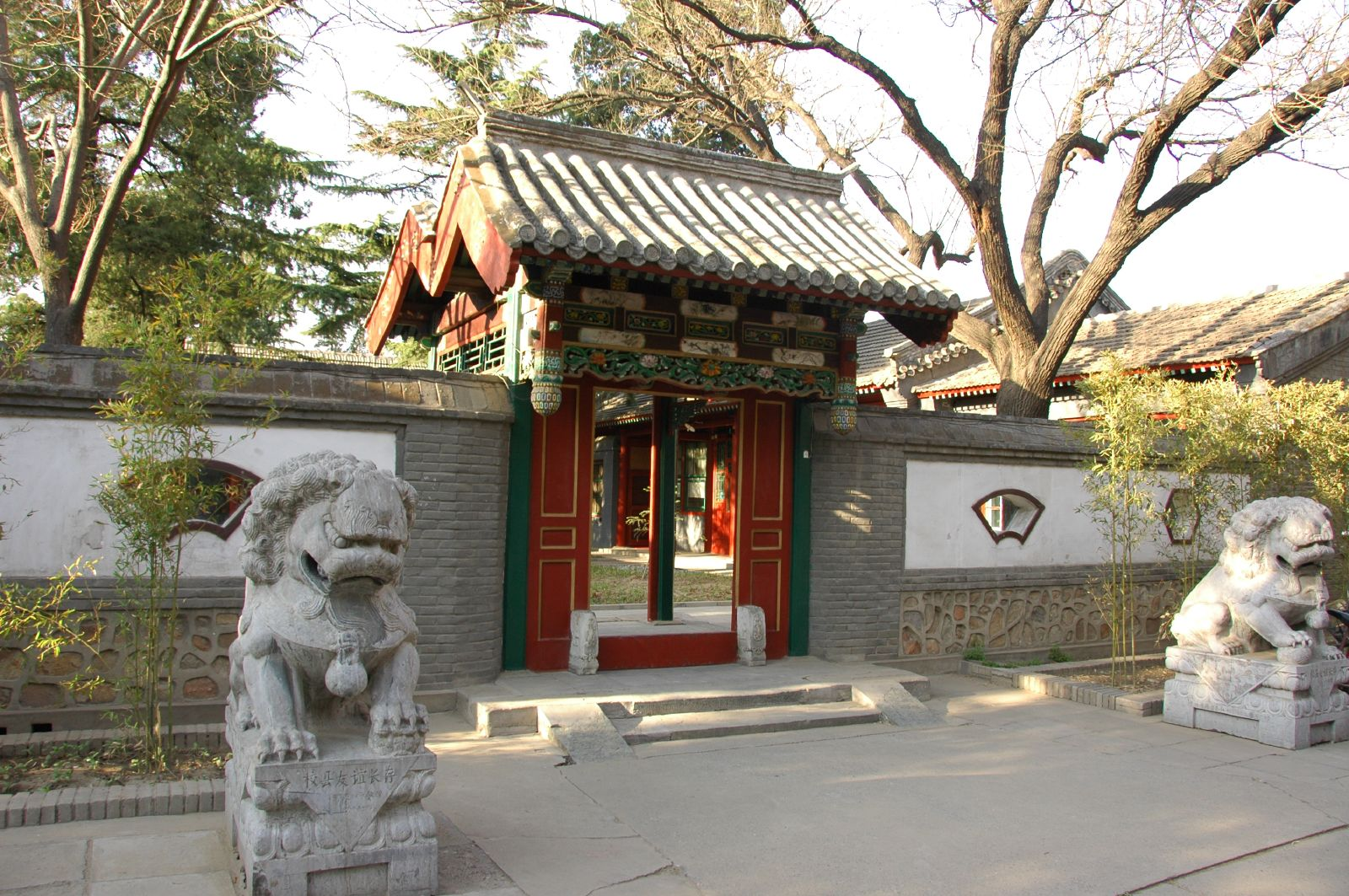
Tsinghua Egyetem

Kínában a legtöbb helyi és nemzetközi felsőoktatási intézmények rangsorában a Tsinghua Egyetem a legelőkelőbb helyen van. Az egyetemi felvétel a Tsinghua Egyetemre extrém szintű, minden évben a legmagasabb pontokkal érkezők – a Nemzeti Felvételi Vizsgákon legjobban szereplők – választják a Tsinghua Egyetemet. 2008-ban 300 diákból 215-en, akik a top 10-be kerültek, 30 vizsgált tartományból és régióból a Tsinghua Egyetemet választották. A kiválasztott diákok legtöbbje a Kínai Népköztársaság legjobb középiskoláiból jöttek, az MBA jelentkezők 16%-át vették fel, versenyezve a Pennsylvania Egyetem Wharton School hírnevével. Kína miniszterelnöke, Hu Jintao egykor a Tsinghua Egyetem tanulója volt, aki hidraulikai építőmérnök diplomát szerzett 1964-ben. A Tsinghua Egyetemnek van egy különálló nukleáris és energetikai kampusza Peking északi részében.
A Tsinghua Egyetemen olyan kiváló és neves meghívottak oktattak és oktatnak, mint Bill Clinton, Tony Blair, Henry Kissinger, Carlos Ghosn és Henry Paulson.
2003-ban a Tsinghua Egyetemnek 12 egyetemi kara, 48 tanszéke, 41 kutatóintézete, 35 kutatóközpontja, 167 laboratóriuma volt (ebből 15 országos szintű laboratórium). 2006 szeptemberében Peking Gyógyászati Egyetemét átnevezték. Az egyetemen 51-fajta 3 éves BSc típusú diplomát lehet megszerezni. 139-fajta 5 éves master degree, MA típusú diplomát lehet megszerezni. A Tsinghua Egyetem lett az első kínai egyetem, amelyik LLM posztgraduális képzést biztosít az amerikai törvényhozásról. Kapcsolatban áll az amerikai philadelphiai (Pennsylvania) székhelyű Temple Law School-lal. Az egyetem része egy európai és ázsiai nemzetközi felsőoktatási hálózatnak, a LAOTSE-nak. A Tsinghua Egyetemnek van egy nyári iskolája New Hampshire-ben a Franklin Pierce Law Center. 2007-ben a THES – QS World University Rankings a 40.-nek sorolta be a világ felsőoktatási intézményeinek ranglistán.
A Tsingua Egyetem vállalkozások megalapításának helyszíne, ott alapították a Ziguang Vállalatot. A Xian Jiotong Egyetem legsikeresebb vállalata a Kaiyuan.

## Tsinghua Alma Mater (angolul)
Tsing Hua Egyetem éneke
```

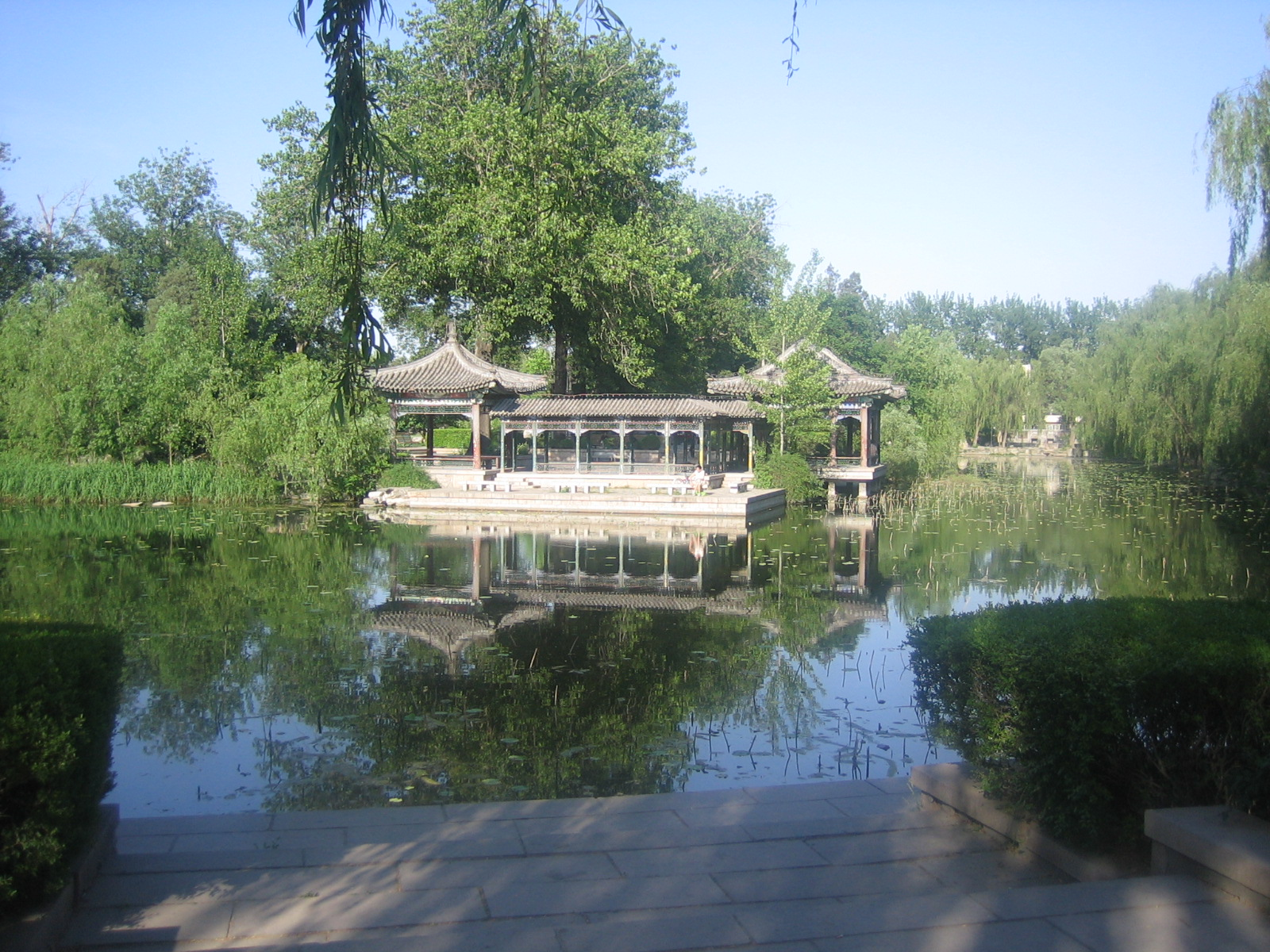
Tsinghua Egyetem kampusza

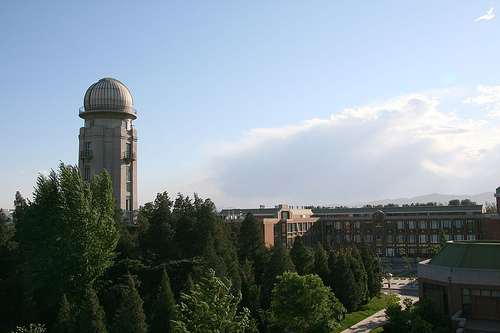
Tsinghua Egyetem obszervatóriuma

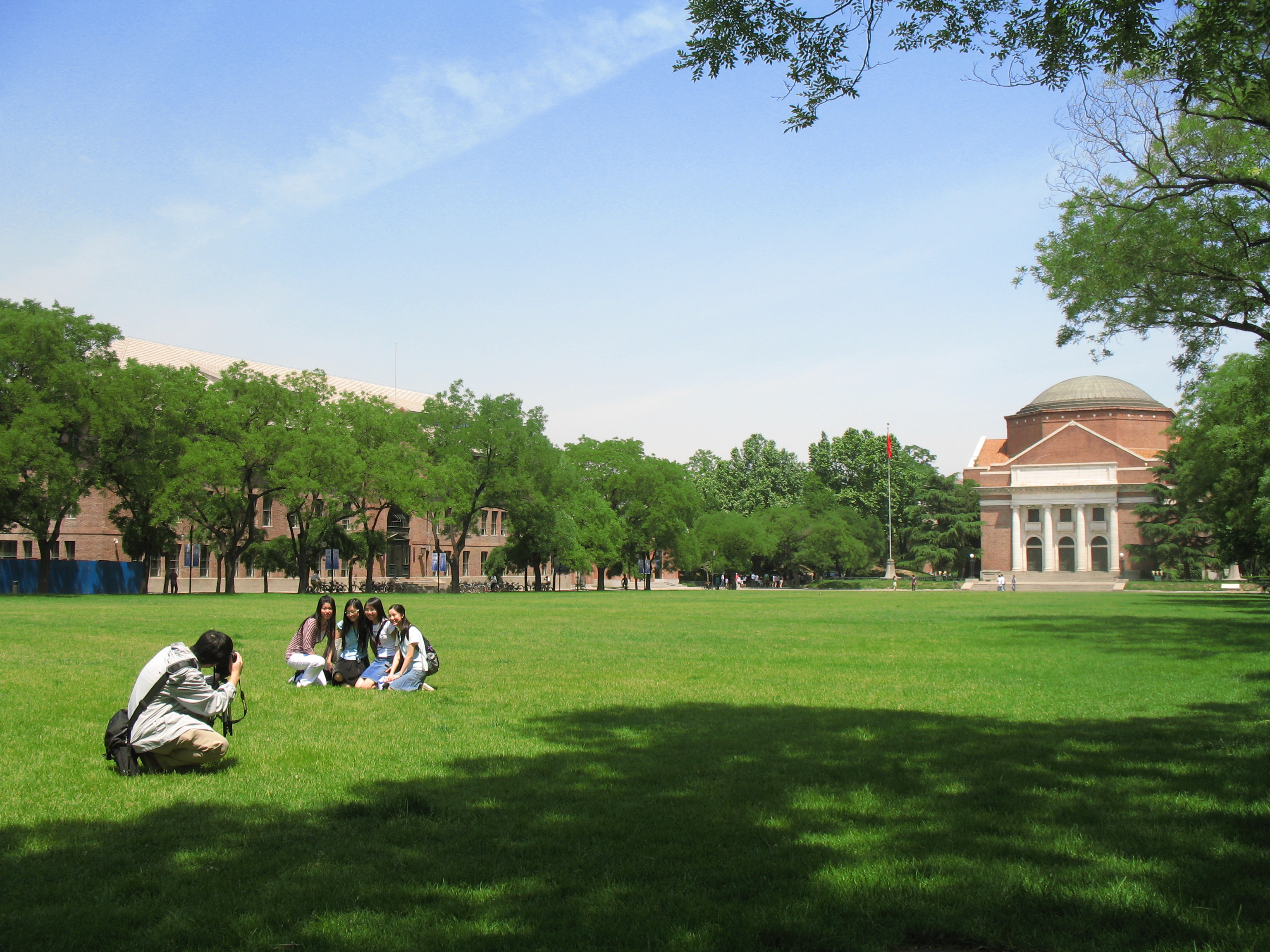
Tsinghua Egyetem egyik parkja

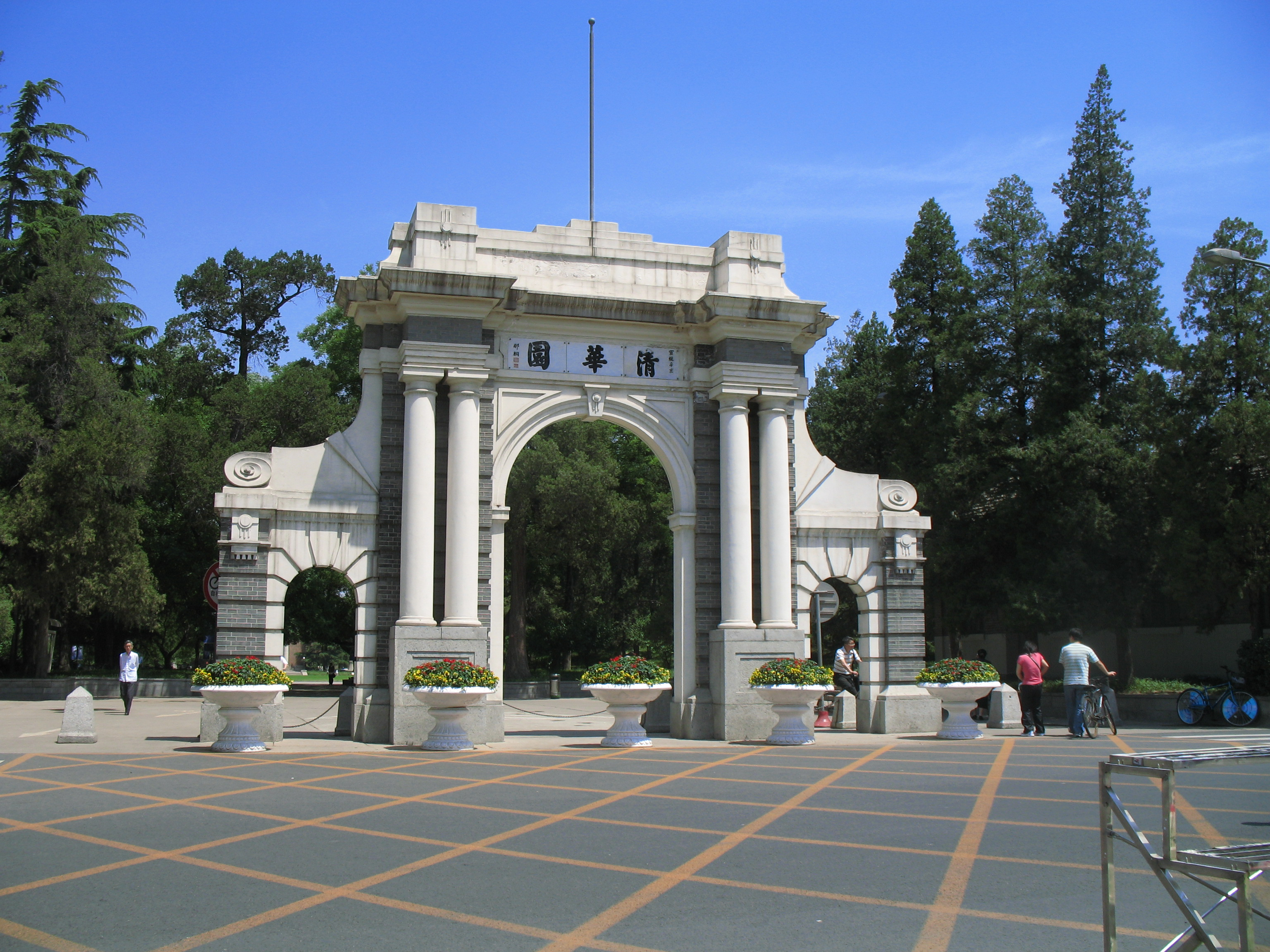
Tsinghua Egyetem kapu

   O come and join our hearty song,
   As proudly here we stand;
   For Tsing Hua College let us sing,
   The best in all the land.
   We'll spread her fame and win a name,
   And put our foes to shame,
   If you don't agree, come on and see,
   And you will say the same, the same,
   And you will say the same. 　
   O Tsing Hua, fair Tsing Hua, our College bright!
   May we be loyal to the Purple and the White.
   O Tsing Hua, fair Tsing Hua, our College pure,
   We are loyal, We're faithful, we stand for you.
```

## Tsinghua Alma Mater (kínaiul)
1923-ban egy másik alma mater éneket komponált Prof. Wang Luan Xiang és Mrs. Zhang Hui Zhen. A dal az iskola hivatalos alma mater énekére épül.
```
   西山苍苍东海茫茫 吾校庄严巍然中央
   东西文化荟萃一堂 大同爰跻祖国以光
   莘莘学子来远方 莘莘学子来远方
   春风化雨乐未央 行健不息 须自强
   自强自强 行健不息须自强
   自强自强 行健不息须自强
```

```
   左图右史邺架巍巍 致知穷理学古探微
   新旧合冶殊途同归 肴核仁义闻道日肥
   服膺守善心无违 服膺守善心无违
   海能卑下众水归 学问笃实生光辉
   光辉 光辉 学问笃实生光辉
   光辉 光辉 学问笃实生光辉
```

```
   器识其先文艺其从 立德立言无问西东
   孰介绍是吾校之功 同仁一视泱泱大风
   水木清华众秀钟 水木清华众秀钟
   万悃如一矢以忠 赫赫吾校名无穷
   无穷 无穷 赫赫吾校名无穷
   无穷 无穷 赫赫吾校名无穷
[
15
]
```